# Farní sbor Českobratrské církve evangelické v Horní Krupé
Farní sbor Českobratrské církve evangelické v Horní Krupé je sborem Českobratrské církve evangelické v Horní Krupé. Sbor spadá pod Horácký seniorát.
Farářem sboru je David Šorm a kurátorem Pavel Šilar.

## Faráři sboru
- František Smetánka (1869–1881)
- Ladislav Šoltész (1882–1926)
- Jan Smetánka (1931–1944)
- Jiří Širůček (1944–1951)
- Bohumil Dittrich (1952–1994)
- Pavel Skála (1996–2003)
- David Šorm (od 2004)